# 1594
| [ Edytuj tabelę ]              |                                                                                                 |
| Król Polski                    | - 1587 Zygmunt III Waza 1632                                                                    |
| Współksiążęta Andory           | - 1588 Andreu Capella 1609 - 1572 Henryk IV Burbon 1610                                         |
| Król Anglii                    | - 1558 Elżbieta I 1603                                                                          |
| Elektor Brandenburgii          | - 1571 Jan Jerzy 1598                                                                           |
| Książę Bawarii                 | - 1579 Wilhelm V 1597                                                                           |
| Sułtan Brunei                  | - 1575 Saiful Rijal 1600                                                                        |
| Cesarz Chin                    | - 1572 Wanli 1620                                                                               |
| Król Czech                     | - 1576 Rudolf II Habsburg 1611                                                                  |
| Król Danii                     | - 1588 Chrystian IV 1648                                                                        |
| Dalajlama                      | - 1589 Jonten Gjaco 1616                                                                        |
| Cesarz Etiopii                 | - 1563 Sertse Dyngyl 1597                                                                       |
| Król Francji                   | - 1589 Henryk IV 1610                                                                           |
| Król Hiszpanii                 | - 1556 Filip II 1598                                                                            |
| Landgraf Hesji-Kassel          | - 1592 Maurycy Uczony 1627                                                                      |
| Stadhouder Holandii            | - 1584 Maurycy Orański 1625                                                                     |
| Szach Iranu                    | - 1587 Abbas I Wielki 1629                                                                      |
| Państwo Wielkich Mogołów       | - 1556 Akbar 1605                                                                               |
| Cesarz Japonii                 | - 1586 Go-Yōzei 1611                                                                            |
| Kalif                          | - 1574 Murad III 1595                                                                           |
| Patriarcha Konstantynopola     | - 1587 Jeremiasz II Tranos 1595                                                                 |
| Władca Korei                   | - 1567 Sŏnjo 1608                                                                               |
| Książę Kurlandii i Semigalii   | - 1587 Fryderyk Kettler 1642 - 1587 Wilhelm Kettler 1616                                        |
| Sułtan Maroka                  | - 1578 Ahmad al-Mansur 1603                                                                     |
| Senior Monako                  | - 1589 Herkules 1604                                                                            |
| Król Nawarry                   | - 1572 Henryk III 1610                                                                          |
| Król Norwegii                  | - 1588 Chrystian IV 1648                                                                        |
| Sułtan Omanu                   | - 1560 Abd Allah ibn Muhammad 1624                                                              |
| Elektor Palatynatu             | - 1583 Fryderyk IV 1610                                                                         |
| Papież                         | - 1592 Klemens VIII 1605                                                                        |
| Książę Parmy i Piacenzy        | - 1592 Ranuccio I 1622                                                                          |
| Król Portugalii                | - 1581 Filip I 1598                                                                             |
| Książę w Prusach               | - 1568 Albrecht Fryderyk 1618 - 1578 Jerzy Fryderyk (regent) 1603                               |
| Car Rosji                      | - 1584 Fiodor I 1598                                                                            |
| Cesarz Rzymski (niemiecki)     | - 1576 Rudolf II Habsburg 1612                                                                  |
| Kapitanowie Regenci San Marino | - 1594 Liberio Gabrielli Innocenzo Bonelli 1594 - 1594 Federico Brandani Vincenzo Giannini 1595 |
| Elektor Saksonii               | - 1591 Krystian II Wettyn 1611                                                                  |
| Król Szkocji                   | - 1567 Jakub VI 1625                                                                            |
| Król Szwecji                   | - 1592 Zygmunt Waza 1598                                                                        |
| Król Tajlandii                 | - 1590 Naresuan 1605                                                                            |
| Sułtan Turków                  | - 1574 Murad III 1595                                                                           |
| Doża Wenecji                   | - 1585 Pasqual Cicogna 1595                                                                     |
| Król Węgier                    | - 1576 Rudolf II 1608                                                                           |

Rok 1594 / MDXCIV
stulecia: XV wiek ~
XVI wiek ~
XVII wiek

lata: 1584 «
1589 «
1590 «
1591 «
1592 «
1593 «
1594
» 1595
» 1596
» 1597
» 1598
» 1599
» 1604

## Wydarzenia w Polsce
- 14 sierpnia – biskup włocławski Hieronim Rozdrażewski konsekrował bazylikę archikatedralną w Gdańsku-Oliwie.
- 12 listopada – Gimnazjum Akademickie w Toruniu podniesiono do rangi trzyletniej uczelni wyższej.

- Uroczysty wjazd do Krakowa Zygmunta III Wazy, wracającego ze Szwecji po koronacji na króla szwedzkiego.
- Wybuchło Powstanie Nalewajki na Ukrainie.

## Wydarzenia na świecie
- 19 lutego – w katedrze w Uppsali król Polski Zygmunt III Waza został koronowany na króla Szwecji.
- 27 lutego – Henryk IV został koronowany na króla Francji w Rheims.
- 22 marca – po przejściu na katolicyzm i uznaniu jego władzy przez większość francuskich arcybiskupów i biskupów, król Henryk IV przybył do Paryża.
- 17 kwietnia – papież Klemens VIII kanonizował Jacka Odrowąża.
- 27 grudnia – student Jean Châtel usiłował zasztyletować króla Francji Henryka IV.
- 28 grudnia – w Londynie odbyła się premiera Komedii omyłek Williama Szekspira.

- Holenderski żeglarz Willem Barents odkrył Morze Karskie.
- Autoportret El Greco.

## Urodzili się
- 21 stycznia – Cornelis van Poelenburgh, holenderski malarz barokowy (zm. 1667)
- 24 stycznia – Pierre de Marca, francuski biskup i historyk (zm. 1662)
- 5 lutego – Biagio Marini, włoski skrzypek i kompozytor wczesnego baroku (zm. 1663)
- 19 lutego – Henryk Fryderyk Stuart, najstarszy syn króla Szkocji Jakuba VI Stuarta (zm. 1612)
- 1 kwietnia – Tomasz Zamoyski, starosta knyszyński, sokalski, nowotarski, rabsztyński, kałuski, goniądzki, rzeczycki (zm. 1638)
- 19 kwietnia – Katarzyna, córka Zygmunta III Wazy i Anny Habsburżanki
- 20 kwietnia – Matthäus Apelt, niemiecki kompozytor (zm. 1648)
- 23 kwietnia – Joan Sala i Ferrer, kataloński rozbójnik, działający głównie w należącej do Hiszpanii Katalonii (zm. 1634)
- 29 maja – Gottfried Heinrich zu Pappenheim, wódz z czasów wojny trzydziestoletniej (zm. 1632)
- 3 czerwca – Cezar de Vendôme, nieślubny syn króla Francji Henryka IV Burbona (zm. 1665)
- 16 lipca – Luiza Juliana Wittelsbach, księżniczka Palatynatu Reńskiego (zm. 1640)
- 4 sierpnia – Aleksander Ludwik Radziwiłł, marszałek wielki litewski, marszałek nadworny litewski (zm. 1654)
- 18 października – Łukasz Alonso Gorda, hiszpański dominikanin, misjonarz, męczennik, święty katolicki (zm. 1633)
- 2 grudnia – Magnus Wirtemberski-Neuenbürg, książę Wirtembergii-Neuenbürg (zm. 1622)
- 9 grudnia – Gustaw II Adolf, król Szwecji (zm. 1632)
- 14 grudnia – Willem Claesz Heda, holenderski malarz, twórca licznych martwych natur (zm. 1680)

- data dzienna nieznana: 
  - Marin Cureau de La Chambre, francuski fizyk oraz filozof (zm. 1669)
  - Wouter Crabeth (młodszy), holenderski malarz okresu baroku, caravaggionista (zm. 1644)
  - Gerard Douffet, flamandzki malarz okresu baroku (zm. 1660)
  - François Duquesnoy, rzeźbiarz flamandzki (zm. 1643)
  - Ngawang Namgyal, buddyjski lama i twórca państwa Bhutan (zm. 1651)
  - Clara Peeters, flamandzka malarka martwych natur (zm. 1657)
  - Nicolas Poussin, francuski malarz (zm. 1665)

## Zmarli
- 3 stycznia – Catalina de Cristo, Służebnica Boża Kościoła katolickiego (ur. 1544)
- 2 lutego – Giovanni da Palestrina, kompozytor włoski (ur. 1525)
- 15 maja – Katarzyna, córka Zygmunta III Wazy i Anny Habsburżanki
- 30 maja – Bálint Balassi, węgierski poeta odrodzenia (ur. 1554)
- 31 maja – Tintoretto, włoski malarz (ur. 1518)
- 14 czerwca – Orlando di Lasso, kompozytor holenderski (ur. 1532)
- 4 lipca:
  - w Dorchester ofiary prześladowań antykatolickich w Anglii:
    - Tomasz Bosgrave, angielski męczennik, błogosławiony katolicki (ur. ?)
    - Jan Carey, irlandzki męczennik, błogosławiony katolicki (ur. ?)
    - Jan Cornelius, angielski jezuita, błogosławiony katolicki (ur. ok. 1557)
    - Patryk Salmon, irlandzki męczennik, błogosławiony katolicki (ur. ?)
- 16 lipca – Thomas Kyd, angielski dramaturg (ur. 1558)
- 24 lipca – Jan Boste, męczennik, ksiądz konwertyta, święty katolicki (ur. ok. 1544)
- 26 lipca – Jan Ingram, ksiądz katolicki, konwertyta męczennik, błogosławiony, (ur. 1565)
- lipiec – Girolamo Mei, włoski humanista, filolog klasyczny, badacz starogreckiej teorii muzyki (ur. 1519)
- 5 sierpnia – Eleonora Habsburżanka, arcyksiężniczka Austrii, księżniczka Czech i Węgier (ur. 1534)
- 10 sierpnia – Ludwig von Putbus, komtur swobnicki (ur. 1549)
- 11 września – Baltazar Batory, brat kardynała Andrzeja Batorego, bratanek króla Stefana Batorego (ur. ok. 1555)
- 22 listopada – Martin Frobisher, angielski żeglarz i odkrywca (ur. 1535)
- 29 listopada – Alonso de Ercilla y Zúñiga, hiszpański szlachcic, żołnierz i poeta (ur. 1533)
- 2 grudnia – Gerard Merkator, flamandzki matematyk i geograf, prekursor współczesnej kartografii (ur. 1512)

Data dzienna nieznana: 
- François de Foix Candale, naukowiec, matematyk i alchemik (ur. ok. 1512)
- Georg Wilhelm von Braun, władca sycowskiego wolnego państwa stanowego (ur. 1565)

## Święta ruchome
- Tłusty czwartek: 17 lutego
- Ostatki: 22 lutego
- Popielec: 23 lutego
- Niedziela Palmowa: 3 kwietnia
- Wielki Czwartek: 7 kwietnia
- Wielki Piątek: 8 kwietnia
- Wielka Sobota: 9 kwietnia
- Wielkanoc: 10 kwietnia
- Poniedziałek Wielkanocny: 11 kwietnia
- Wniebowstąpienie Pańskie: 19 maja
- Zesłanie Ducha Świętego: 29 maja
- Boże Ciało: 9 czerwca